# Rachid Harkouk
Rachid Peter Harkouk - em árabe, رشيد بيتر حركوك (Londres, 19 de maio de 1956) - é um ex-futebolista britânico de origem argelina e que por isso adotou a Argélia.
Ele competiu na Copa do Mundo FIFA de 1986, sediada no México, na qual a seleção de seu país terminou na 22º colocação dentre os 24 participantes.